# I’m a Cult Hero
I’m a Cult Hero ist eine Single, die von einer erweiterten Besetzung von The Cure unter dem Namen Cult Hero veröffentlicht wurde.

## Geschichte
Die Single wurde von Robert Smith (Sänger und Gitarrist von The Cure) und Simon Gallup (damals Bassist von The Magspies) als eine Art Test aufgenommen, ob sie musikalisch miteinander kompatibel waren. Smith zog Gallup als Ersatz für Michael Dempsey (den damaligen Bassisten von The Cure) in Betracht, da Smith und er sowohl persönliche als auch Differenzen im Bezug auf die Band hatten.
Die Stücke wurden für den ortsansässigen Briefträger von Horley, Frank Bell, geschrieben und auch von ihm gesungen. Außerdem ist er auch auf dem Cover der Single abgebildet. Des Weiteren wirkten auch der Ex-The-Cure-Gitarrist Porl Thompson, der Keyboarder von The Magspies, Matthieu Hartley, sowie weitere Freunde, Familienangehörige der beiden Initiatoren und Mitglieder der ortsansässigen Band The Obtainers mit.

## Mitwirkende
- Frank Bell – Gesang
- Robert Smith – E-Gitarre
- Porl Thompson – Gitarre
- Simon Gallup – Bass
- Lol Tolhurst – Schlagzeug
- Michael Dempsey – Keyboard
- Matthieu Hartley – Keyboard
- Janet Smith – Keyboard
- Margaret Smith – Hintergrundgesang
- The Obtainers – Hintergrundgesang

## Referenzen
- I’m a Cult Hero auf discogs